# Eucereon coenobita
Eucereon coenobita là một loài bướm đêm thuộc phân họ Arctiinae, họ Erebidae.